# Cyclocephala cartwrighti
Cyclocephala cartwrighti är en skalbaggsart som beskrevs av S. Endrödi 1964. Cyclocephala cartwrighti ingår i släktet Cyclocephala och familjen Dynastidae. Inga underarter finns listade i Catalogue of Life.